# Повстання Лева
Повстання Лева — антикріпосницьке повстання селян Покуття 1457 року на південному сході Руського воєводства. Селянам вдалося захопити місто Снятин, але прибулі польські війська взяли штурмом Снятин і придушили повстання.